# Hits 01-06
Zoé Hits 01-06 es el segundo álbum recopilatorio que contiene las grabaciones de 2001 a 2006 de la banda de rock alternativo Zoé, lanzado el 2 de julio de 2006 por Sony BMG. El álbum, en su versión CD contiene los mejores canciones de sus dos primeros álbumes de estudio, grabados desde el 2001 hasta al 2006 de la banda, además contiene un DVD que presenta sus primeros cinco videos musicales.

## Contenido

### CD
1. Soñé
2. Rocanroler
3. Peace and love
4. Deja te conecto
5. Asteroide
6. Miel
7. Solo
8. Love
9. Electricidad
10. Frío
11. Polar
12. Fotosíntesis
13. Veneno
14. Tú
15. Conspirador
16. Universe
17. Razor Blade
18. Infinito
19. I want your sex

### DVD
1. Deja te conecto
2. Asteroide
3. Miel
4. Peace and love
5. Love